# Dichelonyx muscula
Dichelonyx muscula är en skalbaggsart som beskrevs av Henry Clinton Fall 1901. Dichelonyx muscula ingår i släktet Dichelonyx och familjen Melolonthidae. Inga underarter finns listade i Catalogue of Life.